# 마리우스 포파
마리우스 코르넬 포파(루마니아어: Marius Cornel Popa, 1978년 7월 31일, 비호르 주 오라데아 ~)는 루마니아의 전직 프로 축구 선수로, 현재 리가 I의 FCSB에서 골키퍼 코치를 역임하고 있다.

## 클럽 경력
그는 1997년에 비호르 오라데아에서 신고식을 치렀고, 3년 후, 나치오날 부쿠레슈티로 이적했다. 그는 2003년에 1군으로 도약해 몇 차례 국가대표팀에 차출되었지만, 출전 기회를 잡지 못했다. 그는 2004-05 시즌 겨울 이적 시장을 통해 폴리 티미쇼아라로 이적했고, 이 곳에서 코스민 올러로이우 국가대표 감독과 가브리엘 크누, 가브리엘 카라마린, 그리고 지젤 코만과 한배를 탔다.
그는 폴리 티미쇼아라에서 주전 골키퍼로 활동했다. 그러나, 그는 2006-07 시즌에 라피드 부쿠레슈티에 패한 쿠파 로므니에이 결승전에 결장했고, 몇 주 전 부상과 기량 하락으로 신예 코스텔 판틸리몬에게 자리를 내주었다. 판틸리몬은 얼마 지나지 않아 기량을 회복한 포파에게 골문 자리를 내주었다.

## 국가대표팀 경력
포파는 루마니아 국가대표팀에 11번 차출되어 러시아와의 친선경기에서 첫 출전했다. 그는 자국을 대표로 오스트리아와 스위스에서 열린 유로 2008에 참가했다.

### 국가대표팀 통계
| 루마니아 | 루마니아 | 루마니아 |
| 연도     | 출장     | 골       |
| -------- | -------- | -------- |
| 2008     | 2        | 0        |
| 합계     | 2        | 0        |

## 수상

### 선수
비호르 오라데아
- 디비지아 C: 1997–98

폴리테흐니카 티미쇼아라
- 쿠파 로므니에이 준우승: 2008–09

### 감독
루체아퍼룰 오라데아
- 리가 III: 2015–16